# Анджейки
Анджейки (пол. Andrzejki) — деревня в Ломжинском повете Подляского воеводства Польши. Входит в состав гмины Ломжа. По данным переписи 2011 года, в деревне проживало 72 человека.

## География
Деревня расположена на северо-востоке Польши, на расстоянии приблизительно 9 километров к юго-западу от города Ломжа, административного центра повета. Абсолютная высота — 126 метров над уровнем моря. К востоку от населённого пункта проходит региональная автодорога 677.

## История
Согласно «Списку населенных мест Ломжинской губернии», в 1906 году в деревне Андржейки проживало 127 человек (64 мужчины и 63 женщины). В конфессиональном отношении всё население деревни исповедовало католицизм. В административном отношении деревня входила в состав гмины Щепанково Ломжинского уезда.
В период с 1975 по 1998 годы деревня являлась частью Ломжинского воеводства.